# کپلک جگر گربه
کپلک جگر گربه (نام علمی: Opisthorchis felineus) نام یک گونه از شاخه کرم‌های پهن است.